# Occhio lacrimoso
Per occhio lacrimoso in campo medico, si intende un'eccessiva e innaturale lacrimazione dell'occhio; la condizione opposta viene chiamata occhio secco.
Si parla di: 
- Iperlacriminazione, se tale disturbo risulti collegabile alle ghiandole lacrimali;
- Epifora, se tale disturbo risulti collegabile alle vie lacriminali di deflusso.

## Eziologia
Le cause possono essere di vario genere: dovute a stimoli esterni sia dolorifici (come nel caso di abrasioni o presenza di corpi estranei nell'occhio) che psichici o di ostruzione delle vie di deflusso. 
Le ostruzioni possono dislocarsi in:
- Puntini lacrimali, dovute sovente ad anomalie come la congiuntivite e blefarite, ma a volte la sua causa non è chiara;
- Canalini lacrimali, dovute soprattutto a piccole lesioni;
- Dotto nasolacrimale, più comune nei neonati con la formazione della dacrocistite neonatale.

## Diagnosi
Per comprendere se la situazione lacrimale della persona sia normale o alterata si ricorre al test di Schirmer.

## Terapia
Si somministrano colliri antibiotici (somministrazione 2-3 volte al giorno), e quando il disturbo diventa più grave e i colliri non provocano migliorie allora si può ricorrere alla chirurgia.